# Dữu Lượng
Dữu Lượng (chữ Hán: 庾亮, 289 - 340), tên tự là Nguyên Quy (元規), nguyên quán ở huyện Yên Lăng, quận Dĩnh Xuyên, là đại thần, tướng lĩnh xuất thân từ ngoại thích dưới thời nhà Tấn trong lịch sử Trung Quốc.

## Thân thế và thời trẻ
Dữu Lượng là con trai trưởng của Dữu Sâm, vốn là một sĩ tộc có thế lực lớn trong triều đình Tây Tấn, từng làm quan đến chức Tả tướng quân. Sử sách không chép rõ tên của Dữu Lượng. Thời còn trẻ, ông được miêu tả là có dung mạo đẹp, thích việc đàm luận và ưa thích đạo lý Trang, Lão, lại có phong cách anh tuấn, nghiêm chỉnh; được so sánh với Hà Hầu Huyền (Hạ Hầu Thái Sơ) và Trần Quần (Trần Trường Văn]].
Năm 304, khi Dữu Lượng được 16 tuổi, cũng là lúc triều đình Tây Tấn rơi vào rối loạn bởi cuộc tranh giành quyền lực của tám vương. Ông được Đông Hải vương Tư Mã Việt và được bổ làm quan, song Dữu Lượng đã từ chối và theo Dữu Sâm đến quận Cối Kê ở miền đông nam.
Từ năm 307, Lang Nha vương Tư Mã Duệ (sau này là Tấn Nguyên Đế) bắt đầu xây dựng thế lực ở Giang Nam, nghe tiếng của Dữu Lượng, bèn bổ ông làm quan, chức Tây Tào duyện. Khi vào yết kiến Tư Mã Duệ, Dữu Lượng biểu hiện được thái độ đô nhã, nên được Tư Mã Duệ trọng vọng. Người em gái của ông, Dữu Văn Quân do nhân từ và có sắc đẹp, nên được tuyển vào cung, làm vợ của Lang Nha thế tử Tư Mã Thiệu (sau này là Tấn Minh Đế).

## Phú quý nhờ em gái
Dữu Lượng ban đầu từ chối không chấp nhận chức quan của Lang Nha vương ban cho. Mãi đến năm 311, do lập được công khi thảo phạt thứ sử Giang châu Hoa Dật, Dữu Lượng mới được phong chức Thừa tướng tham quân, tước vị Đô Đình hầu. Năm ấy, Dữu Lượng mới 22 tuổi.
Năm 318, Tây Tấn diệt vong, Tư Mã Duệ lên ngôi hoàng đế, lập ra nhà Đông Tấn. Tư Mã Thiệu được phong làm Hoàng thái tử và Dữu thị trở thành thái tử phi. Từ đó, họ Dữu trở thành thế lực ngoại thích trong triều. Dữu Lượng nhờ đó cũng được triều đình bái làm Thượng thư lệnh, Thị giảng đông cung. Trong thời gian này, ông kết thân với đại thần giữ chức thái tử bố y là Ôn Kiệu.
Ít lâu sau, Dữu Lượng được thăng làm Cấp sự trung, Hoàng môn thị lang, Tán kị thường thị. Lúc đại tướng Vương Đôn đóng ở Vu Hồ, Tấn Nguyên Đế sai Dữu Lượng đến gặp. Sau khi cùng Vương Đôn đàm luận, Dữu Lượng được Vương Đôn đánh giá cao, do đó Đôn dâng biểu xin vua phong cho ông làm Trung lĩnh quân.
Năm 323, Nguyên Đế chết, Tư Mã Thiệu lên ngôi, tức là Tấn Minh Đế. Với thân phận là anh vợ của hoàng đế, uy thế của Dữu Lượng trong triều ngày càng cao. Minh Đế có ý phong cho ông làm Trung thư giám nhưng ông dân biểu từ chối.
Đầu thời Minh Đế, Vương Đôn xây dựng thế lực lớn mạnh, muốn khởi binh tạo phản, tuy nhiên lại lo lắng rằng trong triều còn Dữu Lượng, do đó bề ngoài thân thiết với ông nhưng trong thực tâm thì ghen ghét. Dữu Lượng thấy vậy, có ý lo lắng bèn lấy cớ có bệnh, từ chức quan. Tuy nhiên không bao lâu sau, ông lại được triều đình bổ làm Trung thư giám, thay cho Vương Đạo. Đến năm 324, Vương Đôn lại cử binh tạo phản, triều đình bèn thăng Dữu Lượng làm Tả Vệ tướng quân, sai cùng các tướng đưa quân ra trận đánh dẹp, cuối cùng đánh tan được quân của Vương Đôn. Do công lao này, Dữu Lượng được triều đình phong làm Đô đốc đông chinh chư quân sự. Sau lại ban cho ông tước vị Vĩnh Xương huyện công, ban cho lụa 5400 tấm, nhưng ông từ chối không nhận. Sau Dữu Lượng được đổi sang làm Hộ quân tướng quân.

## Nắm quyền phụ chính
Năm 326, Tấn Minh Đế bị bệnh nặng, không muốn gặp ai. Ở trong triều, Nam Đốn vương, Phủ quân tướng quân Tư Mã Tông và Hữu vệ tướng quân Ngưu Dận vốn được vua yêu, nắm trong tay cấm quân nên tụ tập bè đảng có ý đồ làm phản, lại liên kết với Tây Dương vương Tư Mã Dạng. Khi Dữu Lượng muốn vào cung gặp hoàng đế, cũng bị Tư Mã Tông ngăn cản. Khi Minh Đế gần chết, Dữu Lượng phát giác ra âm mưu của bọn Tư Mã Tông, bèn tự mình vào cung yết kiến Minh Đế, khuyên vua không nên trao lại quyền lực cho họ. Minh Đế cảm động, bèn mời lên ngồi ghế, cùng với Tư đồ Vương Đạo, Quang Lộc đại phu Tuân Tung, Thượng thư lệnh Biện Khổn, Xa kị tướng quân Si Giám, Đan Dương doãn Ôn Kiệu cùng nhận di chiếu phụ giúp cho thái tử Tư Mã Diễn năm đó mới có 4 tuổi, đồng thời Dữu Lượng cũng được thăng lên làm Cấp sự trung, Trung thư lệnh. Sang tháng 9 cùng năm, Tấn Minh Đế mất ở Đông Đường.
Thái tử Tư Mã Diễn kế vị, xưng là Tấn Thành Đế. Hoàng hậu Dữu thị, em gái Dữu Lượng trở thành Hoàng Thái hậu nhiếp chính. Từ đó bắt đầu giai đoạn nắm quyền ở họ Dữu trong triều đình. Các quyết sách lớn trong triều phần nhiều đều do Dữu Lượng quyết định.
Thời Nguyên Minh, dưới sự nắm quyền của Tư đồ Vương Đạo (276 - 339), triều đình thực hiện chính sách khoan dung với các thế lực quân phiệt bên ngoài, mới được nhiều người ủng hộ. Đến khi lên nắm quyền, Dữu Lượng thay đổi hoàn toàn chính sách đó, làm các thế lực cát cứ ở địa phương bất mãn. Đào Khản và Tổ Ước cũng là các đại thần có uy tín, nhưng không được Minh Đế cho vào nhận di chiếu và giao quyền lực, cho đó là âm mưu của Dữu Lượng, nên căm ghét ông. Dữu Lượng lo lắng, bèn phái Ôn Kiệu đến Giang châu làm thứ sử để làm ngoại viên cho mình, lại cho tu bổ thành Thạch Đầu để phòng bị.
Cùng năm đó, Nam Đốn vương Tư Mã Tông muốn tiêu diệt Dữu Lượng. Dữu Lượng biết được, bèn nhân khi Ngự sử Trung Thừa Chung Nhã tố cáo Tư Mã Tông có ý làm phản, phái Triệu Dận bắt lại. Tư Mã Tông muốn phản kháng lại, nên bị giết chết. Dữu Lượng hạ lệnh biến thân thích của Tư Mã Tông từ họ Tư Mã đổi sang họ Mã, phế ba con của Tông là Xước, Xiêu, Diễn làm dân. Anh Tông là Tây Dương vương cũng bị biếm là Dặc Dương huyện vương và mất chức trong triều, tướng Ngu Dận bị giáng làm thái thủ Quế Dương. Sau việc này, nhiều người cho rằng Dữu Lượng có ý tiêu diệt thế lực của hoàng gia. [[Tấn Thành 
Đế]] vốn không biết Tư Mã Tông đã chết, lâu ngày không thấy mới hỏi rằng sao không thấy ông đầu bạc. Dữu Lượng trả lời rằng Tông có tội đã giết đi. Thành Đế khóc bảo: Cữu phụ nói người ta là nghịch tặc rồi giết đi. Nếu như ngày sau có người nói cữu phụ là nghịch tặc thì có phải cũng vậy không. Dữu Lượng sợ hãi đến biến sắc.

## Lầm lỡ gây họa
Người quận Lang Nha là Biện Hàm vốn cùng cánh với Tư Mã Tông cũng bị giết chết. Anh Hàm là Biện Xiển trốn đến nương nhờ Tô Tuấn ở quận Lịch Dương, Dữu Lượng nhiều lần yêu cầu Tô Tuấn nộp Xiển cho mình nhưng Tuấn không nghe. Càng về sau, Tuấn càng hống hách, không nghe lệnh thiên triều, lại lạm dụng uy hình. Dữu Lượng có ý lo ngại nên định trừ đi, bèn nhân danh Thành Đế, phong cho Tô Tuấn làm Đại tư nông, Tán kị thường thị. Vương Đạo nhận thấy Tô Tuấn là người âm hiểm, tất sẽ không chịu nghe chiếu, nhưng Dữu Lượng không nghe. Khi chiếu ban xuống, Tô Tuấn cũng chẳng chịu về triều, Ôn Kiệu thấy vậy, nghi Tô Tuấn sẽ phản, bèn dự định cùng quân từ Tam Ngô đến bảo vệ kinh đô, nhưng Dữu Lượng cũng không chịu.
Tuy không đồng tình với Ôn Kiệu nhưng Dữu Lượng vẫn cử quân đề phòng, phong cho Bắc Trung lang tướng Quách Mặc làm Hậu tướng quân, Đồn kị giáo úy, Dữu Băng (em Dữu Lượng) làm Ngô quốc nội sử để phòng bị Tô Tuấn, làm cho Tô Tuấn vào đường cùng, quyết định lấy danh nghĩa thảo phạt Dữu Lượng, xuất binh vào cùng năm đó. Tô Tuấn còn liên kết với Tổ Ước, đưa quân lần lượt tiêu diệt các cánh quân của Đào Phức, Tư Mã Lưu... ra sức cướp bóc, giết chóc và khống chế triều đình.
Thượng thư tả thừa Khổng Thản và Tư đồ Tư Mã Đào đề nghị Vương Đạo và Dữu Lượng nên nhân lúc Tô Tuấn chưa đến Kiến Khang hãy phong tỏa Phụ Lăng trước để nắm thế chủ động, Vương Đạo đã đồng ý nhưng Dữu Lượng không nghe. Sau đó, vào tháng 12, Tô Tuấn liên tiếp giành thắng lợi, đoạt được Cô Thục, lấy được nhiều của cải rồi hướng về Kiến Khang, lúc đó Dữu Lượng mới hối hận.
Sau khi Cô Thục thất thủ, Dữu Lượng cho giới nghiêm Kinh sư, lại lấy chiếu của Thành Đế tự phong làm Giả tiết, Đô đốc chinh thảo chư quân sự, phong Tả vệ tướng quân Triệu Dận làm thái thú Lịch Dương, Tả tướng quân Tư Mã Lưu ra chống đỡ nhưng cũng thất bại.
Năm 328, Tô Tuấn thừa thắng, tiến vào Kiến Khang. Dữu Lượng muốn đưa quân ra Tuyên Thành quyết chiến với Tô Tuấn, nhưng khi đang dàn quân thì quân của ông bỏ áo mũ bỏ trốn tất cả. Dữu Lượng cùng đường, đành phải dùng một con thuyền cho còn lại bỏ trốn. Sau đó, Tô Tuấn vào thành, khống chế triều chính. Khi quân Tô Tuấn đuổi đến, quân của Dữu Lượng dùng tên mà bắn lại nhưng lại bắn trúng người lái thuyền, làm thuyền sắp lật, mọi người sợ hãi, duy Dữu Lượng vẫn ngồi yên, nói: Thủ hạ thế này sao có thể đánh giặc được!, lúc đó sĩ tốt mới bình tĩnh trở lại.
Dữu Lượng cùng ba người em là Dữu Băng, Dữu Điều, Dữu Dực cùng chạy đến Tầm Dương, nương nhờ Ôn Kiệu. Ông mang theo chiếu của Dữu Thái hậu, phong quan chức cho Ôn Kiệu, Si Giám. Ôn Kiệu tỏ ra kính trọng Dữu Lượng, bèn cấp quân cho ông, muốn lấy ông làm Đô thống nhưng Lượng không nhận, và tiến cử Đào Khản làm minh chủ quân cần vương, chống lại Tô Tuấn. Lúc Đào Khản đem quân tới Tầm Dương hội với Ôn Kiệu, Dữu Lượng đích thân ra gặp, tự tạ tội gây ra loạn của mình. Đào Khản không trách ông.
Dữu Lượng dẫn quân tiến đánh Thạch Đầu, bị Đốc hộ của Tô Tuấn là Vương Chượng Thảo đánh bại. Ông tự thân đến gặp Đào Khản tạ tội, Khản nói: Cổ nhân ba lần bại, quân hầu mới có hai. Bây giờ sự tình cấp bách, không cần nghe nhiều, rồi dẫn 2000 quân phòng thủ ở lũy Bạch Thạch. Tô Tuấn nghe Dữu Lượng ở Bạch Thạch, bèn đem 10000 quân bao vây bốn mặt. Dữu Lượng đích thân ra thủ dụ, khích lệ tướng sĩ, cuối cùng giết được hơn 100 quân của Tô Tuấn, giải vây được cho Bạch Thạch. Cuối cùng đến năm 329, loạn Tô Tuấn bị dẹp tan.

## Tạ tội rời kinh; sĩ tộc tương tranh
Sau khi dẹp được Tô Tuấn, Dữu Lượng được mời trở về triều đình. Tấn Thành Đế đón tiếp long trọng, sai mang ghế mời ông ngồi và định truy thưởng công cho ông. Dữu Lượng ái ngại vì sự lầm lỡ của mình làm triều đình suýt nguy vong, do đó từ chối và xin từ quan về ẩn cư nhưng Thành Đế không đồng ý. Dữu Lượng vẫn chưa bỏ ý định, mới tìm đường lên thuyền bỏ ra vùng biển Đông Hải, nhưng bị triều đình chặn lại được và đưa về Kiến Khang. Tuy được Thành Đế xá tội nhưng ông vẫn áy nái không yên, bèn xin rời kinh đến trấn ngoài, mới được chấp thuận. Ông được phong làm Trì tiết, Đô đốc Dự châu và Dương châu, Tuyên Thành nội sử và thứ sử Dự châu, đóng ở vùng Vu Hồ. Từ thời điểm đó, Vương Đạo trở lại điều hành chính quyền.
Trong thời gian Dữu Lượng ở Vu Hồ, Hậu tướng quân Quách Mặc ở Bồn Khẩu làm loạn, giết chết Bình Nam tướng quân Lưu Dận. Dữu Lượng bèn dâng biểu xin ra trận đánh dẹp, được thăng làm Chinh thảo đô đốc, cùng các tướng Lộ Vĩnh, Mao Bảo, Triệu Dận, Khuông Thuật và Lưu Sĩ đem theo 20000 quân, hợp sức cùng Thái úy Đào Khản đánh Quách Mặc. Sang năm 330, Quách Mặc bị tiêu diệt, Dữu Lượng không nhận phong thưởng của triều đình và trở lại Vu Hồ. Sau đó triều đình còn phong ông làm Trấn Tây tướng quân nhưng công cũng từ chối. Trước kia do có công dẹp Vương Đôn, triều đình đã phong cho Dữu Lượng làm Vĩnh Xương huyện công, trong mấy năm ông đã từ chối rất nhiều lần, mãi sang 331 mới nhận.
Năm 334, Đào Khản qua đời, Dữu Lượng được thăng làm Đô đốc các châu Giang, Kinh, Dự, Ích, Lương, thứ sử ba châu Giang, Kinh, Dự, Chinh Tây tướng quân, Nghi đồng tam ti và chuyển sang đóng ở Vũ Xương.
Tuy đã rời khỏi chính trường, nhưng với thân phận ngoại thích, Dữu Lượng vẫn nắm trong tay nhiều quyền lực. Trong thời gian đó, Vương Đạo nắm quyền, thi hành chính sách khoan dung quá mức, dung túng nhiều tướng lĩnh như Triệu Dận, Giả Ninh... làm nhiều người bất mãn. Dữu Lượng có ý định diệt trừ Vương Đạo để trở lại triều đình, nên vào năm 338 định liên kết cùng Thái úy Si Giám cùng khởi sự, nhưng Si Giám cự tuyết đi. Dữu Lượng một lần nữa lại sai người đến thuyết phục lần nữa cũng chẳng xong, đành phải từ bỏ ý định. Nhờ đó mà một cuộc đấu tranh giành quyền lực trong triều đình mới không xảy ra.

## Phát động bắc phạt
Năm 339, vua Hậu Triệu là Thạch Lặc qua đời, Dữu Lượng nhân tình hình Hậu Triệu rối loạn, dự định bắc phạt thu phục Trung Nguyên, bèn dâng biểu xin bỏ chức Dự châu thứ sử để đổi sang làm Chinh Lỗ tướng quân thay cho Mao Bảo (Bảo bị đổi làm Giám Dương châu Giang Tây chư quân sự, Dự châu thứ sử). Dữu Lượng còn sai Thái thú Tây Dương Phàn Tuấn đẫn theo 10000 tinh binh đóng tại Chu Thành. Sau đó, ông phái quân tiến công lên phía bắc, tiến vào nước Thành Hán ở miền tây, bắc được thứ sử Kinh châu của Thành Hán là Lý Hoành cùng thái thú Ba quận Hoàng Thực, giải về kinh đô. Đồng thời ông lại phong Đào Xưng làm Nam Trung lang tướng, tướng Giang Hạ, đem 5000 quân tiến ở vùng Miện Trung.
Cùng năm đó, Dữu Lượng dâng thư xin bắc phạt lên triều đình, thỉnh cầu được dẫn 100000 quân tiến công Thạch Thành để làm thanh viên. Lúc bấy giờ, triều đình do Vương Đạo nắm quyền, Thái úy Si Giám đem lý do quân lương và vật tư không đủ, Thái thường Thái Mô bào Hậu Triệu vẫn còn binh giỏi tướng mạnh, vua mới là Thạch Hổ lại là người giỏi không thể xem thường. Kế hoạch bắc phạt gặp trở ngại.
Cùng lúc đó, Thạch Hổ nghe tin Dữu Lượng muốn bắc phạt, bèn sai Quỳ An làm Đại đô đốc, cùng Thạch Giám, Thạch Hoành, Lý Nông, Trương Hạc và Lý Thố năm tướng dẫn 5 vạn quân tấn công Kinh châu và phía bắc Dương châu, trong khi bộ phận khác đánh vào Chu Thành. Mao Bảo ở Chu Thành chống trả không nổi, bèn phái người đến cầu cứu Dữu Lượng. Ông cho rằng Chu Thành thành cao kiên cố nên chưa vội điều quân. Không ngờ, Trương Hạc đã nhanh chóng phá được Chu Thành, Mao Bảo và Phàn Tuấn bỏ trốn rồi chết ở Trường Giang. Các thành ở gần bờ nam Trường Giang và Giang Hạ đều bị quân Triệu tiêu diệt, thành Thạch Đầu thì bị quân Triệu vây ngặt, nhưng may có tướng Lý Dương chống trả anh dũng nên giữ được. Đang lúc đó, Dữu Lượng thượng biểu xin ra thành Thạch Thành, nhưng nghe tin Chu Thành đã mất, đành phải thôi.

## Phẫn chí qua đời
Sau thất bại ở Chu Thành, Dữu Lượng dâng biểu tạ tội, tự giáng chức xuống ba bậc, còn Hành Tây tướng quân. Sau triều đình có chiếu khôi phục ngôi vị Tư không cho ông, nhưng ông cố từ chối.
Từ sau trận thua Chu Thành, Dữu Lượng cũng buồn rầu mà sinh bệnh. Năm 339, Vương Đạo mất, Thành Đế hạ chiếu phong Dữu Lượng làm Tư đồ, Thứ sử Dương châu, Lục thượng thư sự nhưng ông vẫn từ chối.
Năm 340, Dữu Lượng qua đời, thọ 52 tuổi, được triều đình truy tặng làm Thái úy, thụy là Văn Khang. Triều đình sai người đến trao ấn Vĩnh Xương công vào ngày tang của ông, nhưng em Lượng là Dữu Băng thay mặt ông từ chối tiếp nhận.

## Gia đình

### Anh em
- Dữu Dịch (293 - 342), làm quan đến chức Tây Trung lang tướng, Giám quân sự 4 quận Nghi Thành Lư Giang Lịch Dương An Phong. Sau có ý đồ giết thứ sử Giang Châu Vương Doãn thất bại bèn tự sát.
- Dữu Băng (296 - 344), làm quan đến Xa kị tướng quân
- Dữu Văn Quân hoàng hậu của Tấn Minh Đế
- Dữu Điều, làm quan tới Quan Quân tướng quân, Thái thủ Lâm Xuyên.
- Dữu Dực (305 - 345), làm quan đến chức Chinh Tây tướng quân

### Con cái
- Dữu Bân (313 - 331), bị giết trong loạn Tô Tuấn
- Dữu Hòa, làm quan đến chức Đơn Dương doãn, Trung lĩnh quân